# Grand Prix automobile de France 1921

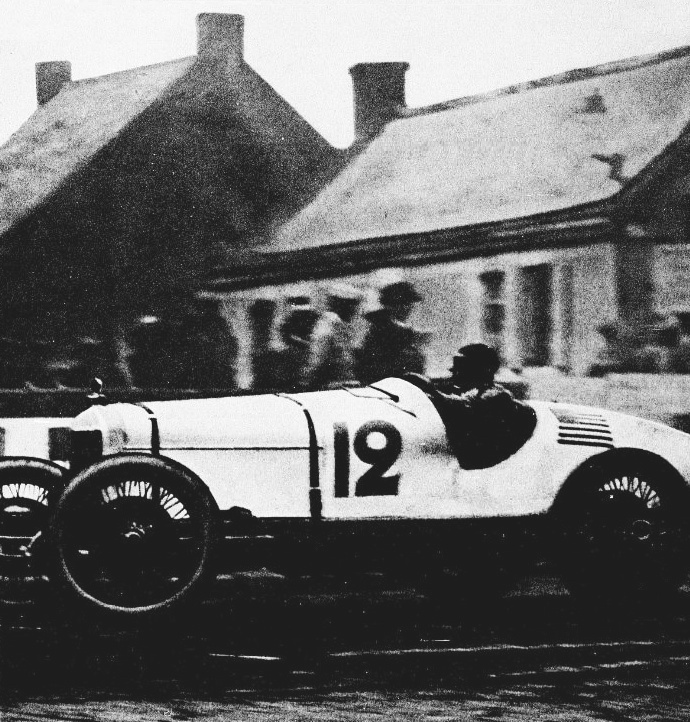
Jimmy Murphy en course...

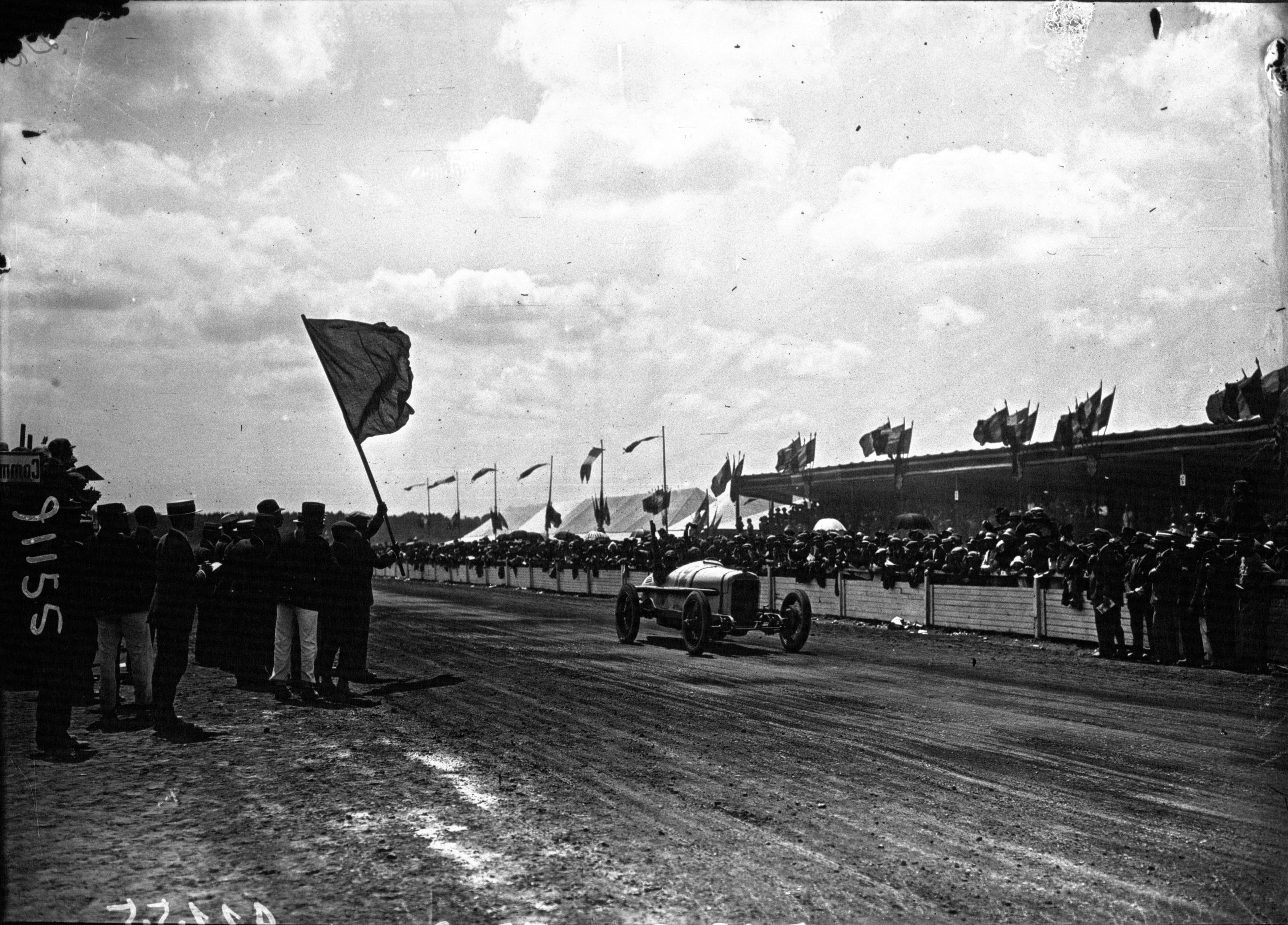
...sur la ligne d'arrivée...

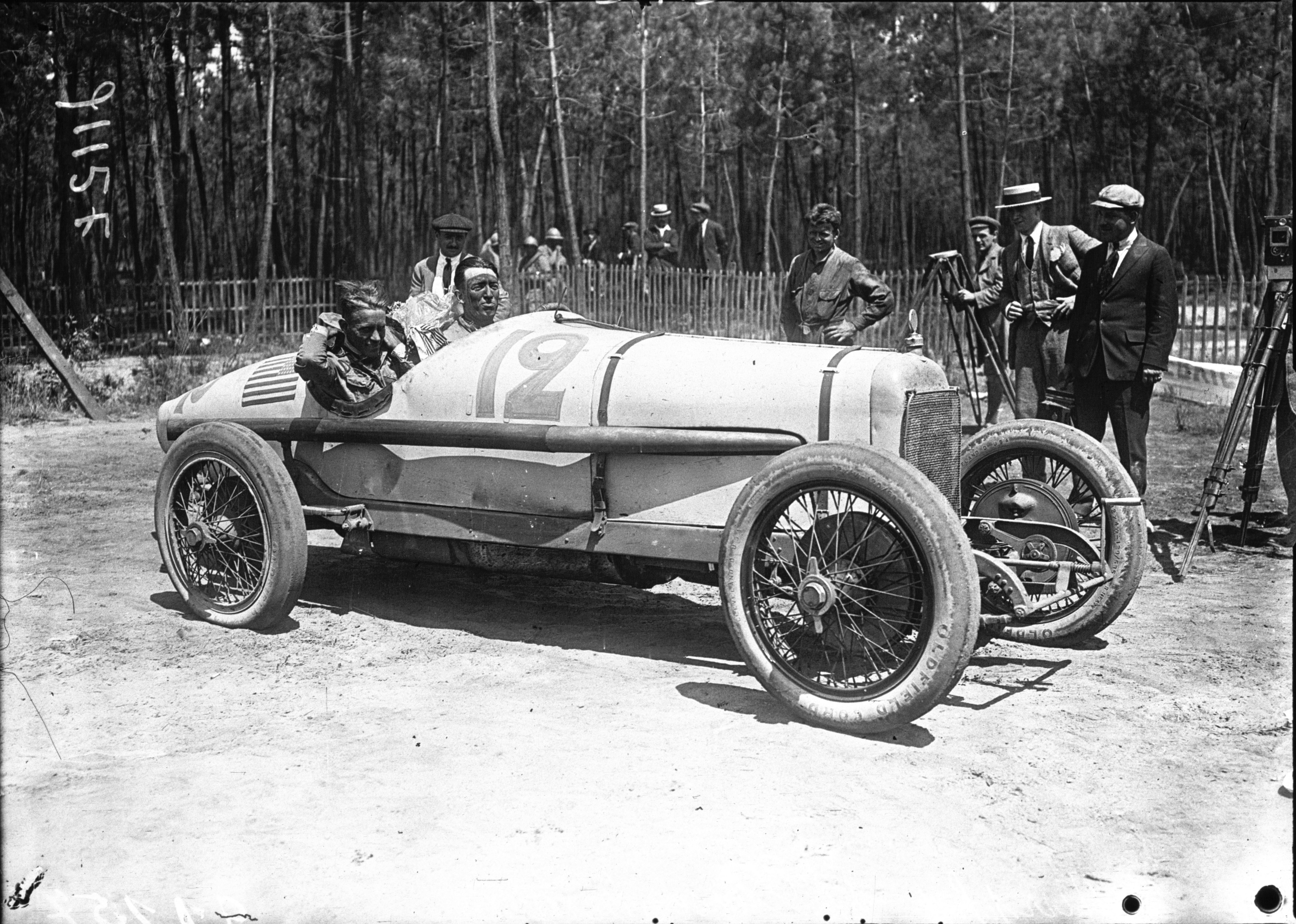
...et après.

Le Grand Prix automobile de France 1921 est un Grand Prix qui s'est tenu sur le circuit du Mans le 26 juillet 1921.
La Duesenberg Murphy Special victorieuse remportera dix mois plus tard l'Indy 500 1922 avec le même pilote (mais avec une motorisation différente).

## Classement de la course
| Pos. | no | Pilote              | Écurie     | Châssis    | Tours | Temps/Abandon      |
| ---- | -- | ------------------- | ---------- | ---------- | ----- | ------------------ |
| 1    | 12 | Jimmy Murphy        | Duesenberg | Duesenberg | 30    | 4 h 7 min 11 s 4   |
| 2    | 1  | Ralph DePalma       | Ballot     | Ballot 3L  | 30    | + 14 min 59 s 2    |
| 3    | 18 | Jules Goux          | Ballot     | Ballot 2LS | 30    | + 21 min 27 s 2    |
| 4    | 7  | André Dubonnet      | Sunbeam    | Sunbeam    | 30    | + 23 min 7 s 8     |
| 5    | 15 | André Boillot       | Sunbeam    | Sunbeam    | 30    | + 28 min 6 s       |
| 6    | 6  | Albert Guyot        | Duesenberg | Duesenberg | 30    | + 36 min 1 s 6     |
| 7    | 14 | Louis Wagner        | Ballot     | Ballot 3L  | 30    | + 40 min 49 s 7    |
| 8    | 4  | Kenelm Lee Guinness | Sunbeam    | Sunbeam    | 30    | + 59 min 32 s 4    |
| 9    | 10 | Henry Segrave       | Sunbeam    | Sunbeam    | 30    | + 1 h 0 min 54 s 6 |
| Abd. | 5  | René Thomas         | Sunbeam    | Sunbeam    | 23    | Fuite d'huile      |
| Abd. | 16 | Joe Boyer           | Duesenberg | Duesenberg | 17    | Moteur             |
| Abd. | 8  | Jean Chassagne      | Ballot     | Ballot 3L  | 17    | Réservoir          |
| Abd. | 3  | Émile Mathis        | Privée     | Mathis     | 5     | Moteur             |
| NP.  | 11 | Dario Resta         | Sunbeam    | Sunbeam    |       | Voiture pas prête  |

- Légende: Abd.=Abandon - NP.=Non Partant.

## Pole position et record du tour
- Pole position :  Ralph DePalma (Ballot) par tirage au sort.
- Record du tour :  Jimmy Murphy (Duesenberg) en 7 min 43 s 0 (vitesse moyenne : 134,218 km/h) au septième tour.